# Banksia sceptrum
Banksia sceptrum är en tvåhjärtbladig växtart som beskrevs av Meissn.. Banksia sceptrum ingår i släktet Banksia och familjen Proteaceae. Inga underarter finns listade i Catalogue of Life.